# 琉球鬃尾單棘魨
琉球鬃尾單棘魨為輻鰭魚綱魨形目鱗魨亞目單棘魨科的其中一種，為亞熱帶海水魚，分布於西太平洋的日本及菲律賓海域，體長可達7公分，棲息在底層水域，生活習性不明。